# Thomas Müller
Thomas Müller (phát âm tiếng Đức: [ˈtoːmas ˈmʏlɐ]; sinh ngày 13 tháng 9 năm 1989) là một cầu thủ bóng đá chuyên nghiệp người Đức hiện đang thi đấu cho câu lạc bộ MLS Vancouver Whitecaps. Anh chủ yếu thi đấu ở vị trí tiền vệ tấn công hoặc tiền đạo. Được đánh giá là một trong những cầu thủ vĩ đại nhất trong thế hệ của mình, anh nổi tiếng nhờ khả năng chọn vị trí, dứt điểm, kiến tạo, cường độ thi đấu và sự ổn định trong cả việc ghi bàn và kiến tạo bàn thắng.
Mùa giải 2009–2010, Müller ra mắt đội một dưới thời huấn luyện viên Louis van Gaal, góp công giúp Bayern giành cú đúp quốc nội và lọt vào chung kết UEFA Champions League. Sang mùa giải 2012–2013, Müller bùng nổ với 23 bàn thắng. Đến mùa giải 2019–2020, Müller lập kỷ lục Bundesliga với 21 pha kiến tạo (bằng với Lionel Messi), ghi 14 bàn, cùng Bayern hoàn thành cú ăn ba thứ hai.
Müller được triệu tập vào đội tuyển quốc gia Đức năm 2010. Tại FIFA World Cup 2010, anh ghi năm bàn trong sáu trận và cùng Đức giành hạng ba. Anh được bầu là Cầu thủ trẻ xuất sắc nhất giải và giành Chiếc giày vàng với 5 bàn và 3 kiến tạo. Tại FIFA World Cup 2014, anh đóng vai trò quan trọng giúp Đức vô địch, ghi năm bàn và nhận Quả bóng bạc cho cầu thủ hay thứ hai, Giày bạc cho vua phá lưới thứ hai, đồng thời được chọn vào đội hình tiêu biểu và đội hình xuất sắc nhất giải. Müller là cầu thủ Đức giàu thành tích nhất lịch sử với 33 danh hiệu.

## Sự nghiệp

### Sự nghiệp ban đầu
Müller đã chơi khi còn trẻ cho TSV Pähl, và khi ở tuổi thứ 10, anh đã thực hiện hành trình 50 km (31 dặm) để gia nhập đội bóng địa phương ở Bundesliga Bayern Munich vào năm 2000. Anh tiến bộ qua hệ thống đào tạo trẻ và đã là một phần của đội đã về nhì ở giải U-19 Bundesliga năm 2007.

### Bayern Munich
Anh ra mắt đội dự bị vào tháng 3 năm 2008 khi vào thay Stephan Fürstner trong trận Regionalliga gặp SpVgg Unterhaching, trong trận đấu đó anh đã ghi bàn. Anh có thêm hai lần ra sân cho Regionalliga trong mùa giải 2007–08, trong khi tiếp tục chơi cho đội U-19. Mùa giải tiếp theo, chuỗi thứ hai của Bayern đủ điều kiện tham dự Liga 3 mới thành lập, và Müller tự khẳng định mình là một cầu thủ quan trọng - anh chơi 32 trong số 38 trận và ghi 15 bàn để trở thành cầu thủ đứng thứ năm về ghi bàn.

#### Mùa giải 2008–09
Müller đã tham gia vào đội một dưới thời của huấn luyện viên Jürgen Klinsmann; anh xuất hiện trong các trận giao hữu trước mùa giải, và có trận ra mắt chính thức vào ngày 15 tháng 8 năm 2008, khi anh vào sân thay cho Miroslav Klose trong mười phút cuối trận Bundesliga gặp Hamburger SV. Mặc dù Müller cảm thấy màn trình diễn của mình không tốt, anh đã có thêm ba lần ra sân ở Bundesliga trong mùa giải đó và có trận ra mắt Champions League vào ngày 10 tháng 3 năm 2009 khi vào thay Bastian Schweinsteiger ở phút thứ 72 trong chiến thắng 7–1 trước Sporting CP. Anh ấy đã ghi bàn thắng cuối cùng của Bayern khi họ giành chiến thắng chung cuộc với tỷ số 12–1.
Vào tháng 2 năm 2009, Müller ký hợp đồng đầu tiên cho đội một, hợp đồng hai năm có hiệu lực từ mùa giải 2009–10, cùng với đồng đội dự bị Holger Badstuber.

#### Mùa giải 2009–10
Müller đã sẵn sàng cho mượn hoặc thậm chí chuyển đi để tìm đá cho đội một, nhưng khi Louis van Gaal được bổ nhiệm làm huấn luyện viên, cả Müller và Badstuber đều trở thành vị trí cố định trong đội một của Bayern từ đầu mùa giải.  Trong vài trận đầu tiên, Müller thường xuyên được ra sân thay thế, và vào ngày 12 tháng 9 năm 2009, anh được tung vào sân trong trận đấu với Borussia Dortmund và ghi hai bàn trong chiến thắng 5–1. Ba ngày sau, anh ghi một cú đúp nữa trong chiến thắng 3–0 tại Champions League trước Maccabi Haifa. Anh kết thúc tháng 9 với danh hiệu Cầu thủ xuất sắc nhất tháng của Bundesliga và nhận được lời khen ngợi từ người trùng tên với anh, cựu tiền đạo huyền thoại của Bayern và Đức, Gerd Müller. Sau trận đấu với Haifa, Müller có mặt trong đội hình xuất phát hầu như mọi trận đấu, chỉ vắng mặt một trận, trận đấu với Bordeaux tại Champions League, anh bị treo giò, vì bị đuổi khỏi sân trong một trận đấu trận đấu sớm hơn với cùng một đội.
Vào tháng 2 năm 2010, Müller ký hợp đồng mới với Bayern Munich đến năm 2013. Trong nửa sau của mùa giải, Müller tiếp tục được ra sân thường xuyên ở đội một,  thường chơi ở vị trí tiền đạo trung tâm do sự sẵn có của các cầu thủ rộng khác Franck Ribéry và Arjen Robben. Vào tháng 4 năm 2010, anh ghi bàn thắng thứ hai trong chiến thắng 2-1 trước đối thủ cùng tên là Schalke 04, và trong trận đấu áp chót của mùa giải, anh ghi hat-trick đầu tiên trong sự nghiệp của mình, trong một trận đấu Chiến thắng 3–1 trước VfL Bochum, giúp Bayern giành chức vô địch nước Đức. Danh hiệu được xác nhận một tuần sau đó với chiến thắng 3–1 trước Hertha BSC, một trận đấu mà Müller bắt đầu.
Trong mùa giải, anh ra sân trong tất cả 34 trận đấu tại Bundesliga, bắt đầu 29 trận, ghi 13 bàn thắng và 11 pha kiến tạo. Bayern và Müller đã trở lại Berlin vào tuần sau, để đối mặt với Werder Bremen trong trận chung kết của DFB-Pokal. Müller bắt chính trận đấu và Bayern thắng 4–0 để hoàn tất cú đúp quốc nội. Müller ghi bốn bàn và thực hiện hai pha kiến tạo trong suốt cuộc thi, giúp anh trở thành cầu thủ ghi bàn hàng đầu trong mùa giải.  Mùa giải của Bayern kết thúc khi theo đuổi cú ăn ba đầu tiên, trong trận Chung kết Champions League 2010gặp Inter Milan tại Sân vận động Santiago Bernabéu ở Madrid. Tuy nhiên, điều đó đã không xảy ra khi họ để thua với tỷ số 2–0, với cả hai bàn thắng đều đến từ Diego Milito. Müller có mặt trong đội hình xuất phát và có một cơ hội quan trọng ngay sau hiệp một, giúp Bayern dẫn trước 1–0, nhưng cú sút của anh ấy đã bị Júlio César cản phá.  Müller cảm thấy đặc biệt thất vọng vì thất bại này,  nhưng anh ấy đã kết thúc mùa giải đầu tiên với tư cách là cầu thủ đội một với 52 trận đã đấu và 19 bàn thắng trên mọi đấu trường.
Trong một cuộc thăm dò do tạp chí thể thao thực hiện, anh đã được các chuyên gia đồng nghiệp bầu chọn là cầu thủ mới xuất sắc nhất của mùa giải 2009–10 và có tên trong Đội hình tiêu biểu của Bundesliga. Müller ghi nhận Van Gaal vì đã đóng vai trò lớn nhất trong quá trình vươn lên thành công của anh ấy - huấn luyện viên đến với danh tiếng trong việc thúc đẩy các cầu thủ đội trẻ, đặc biệt là ở Ajax, và liên tục trao cho Müller cơ hội của anh ấy ở đội một, sẽ xa hơn để nói "Müller spielt bei mir immer " ("với tôi, Müller sẽ luôn chơi"). Müller, đổi lại, mô tả Van Gaal là "một huấn luyện viên thiên tài", người khiến các cầu thủ "tiến bộ mọi lúc".

#### Mùa giải 2010–11

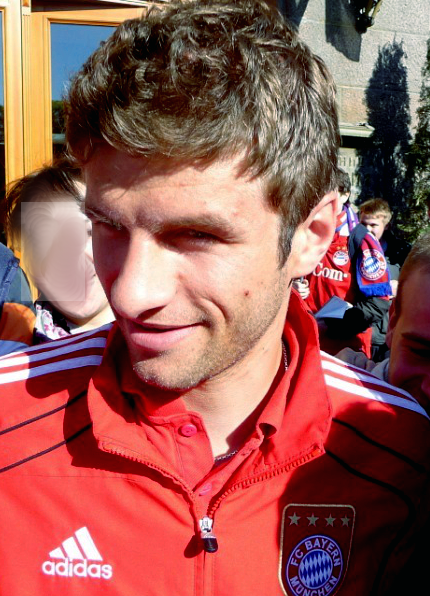
Müller với Bayern Munich ở Saint Petersburg, Nga, tháng 5 năm 2011.

Müller trở lại sau kỳ nghỉ World Cup của mình để ký một gia hạn hợp đồng khác, lần này kéo dài thời gian ở lại Bayern cho đến năm 2015. Như với tất cả những người tham gia World Cup của Bayern, anh ấy đã bỏ lỡ phần lớn thời gian trước mùa giải, và của anh ấy Trận đấu đầu tiên trở lại là Siêu cúp với Schalke 04 vào ngày 7 tháng 8. Anh ấy có tên trong số 11 xuất phát, và ghi bàn mở tỷ số trong chiến thắng 2–0. Hai tuần sau, anh ghi bàn mở tỷ số ở mùa giải vô địch quốc gia của Bayern trong chiến thắng 2-1 trên sân nhà trước VfL Wolfsburg.
Müller ra sân trong mọi trận đấu của nửa đầu mùa giải, thường là đá chính, nhưng khi cả đội đấu tranh giành kết quả, Müller không thể so sánh với thành tích ghi bàn của mùa giải trước,  bị đuổi xuống băng ghế dự bị, và thậm chí còn nhận được lời chỉ bảo từ Louis van Gaal sau khi bỏ lỡ một cơ hội dễ dàng trong trận thua 2–0 trước 1. FC Kaiserslautern vào tháng 8. Anh ấy có triết lý về sự sa sút về phong độ này  và sau tám trận đấu không ghi được bàn thắng, anh ấy đã ghi bàn trong chiến thắng 4–1 trước Eintracht Frankfurt vào ngày 27 tháng 11. Anh ấy tiếp tục điều đó bằng cách ghi bàn trong các giải đấu liên tiếp và giành cúp trước VfB Stuttgart ba tuần sau đó. Những bàn thắng này đã nâng tổng số bàn thắng của anh lên 8 bàn trên mọi đấu trường và bao gồm một bàn thắng ngoạn mục mở tỷ số trong chiến thắng 2–0 Champions League trước Roma vào ngày 15 tháng 9.
Khi đội của anh ấy đang trong kỳ nghỉ đông, Müller được để lại để suy nghĩ về những gì anh ấy mô tả là "một năm đầu tiên gần như không thể tin được với tư cách là một chuyên gia". Müller bắt đầu nửa sau của mùa giải với phong độ tốt, nhưng đã tham gia vào một cuộc xô xát với đồng đội Arjen Robben, người đã tức giận khi Müller tỏ ra không hài lòng với một quả đá phạt kém mà Robben đã thực hiện trong chiến thắng 3–1 tại Werder Bremen. Müller một lần nữa ra sân trong mọi trận đấu của mùa giải  và ghi được 19 bàn thắng (12 bàn trong giải đấu),  nhưng mùa giải này kém thành công hơn đối với Bayern, khi họ đứng thứ ba trong giải đấu,  và bị loại khỏi DFB-Pokal ở bán kết bởi Schalke 04 và lọt vào vòng 16 đội UEFA Champions League của Inter Milan; Bayern đã giành chiến thắng 1–0 tại San Siro, và Müller ghi bàn ở phút 31 ở trận lượt về để nâng tổng tỷ số lên 3-1, nhưng Inter đã san bằng tỷ số 3–3 ở phút 88 để vượt qua luật bàn thắng trên sân khách. .  Người cố vấn của Müller, Van Gaal ngày càng bị chỉ trích vì sự thiếu linh hoạt trong chính sách chiến thuật, chuyển nhượng và lựa chọn,  và cuối cùng bị mất việc, bị thay thế bằng Jupp Heynckes.

#### Mùa giải 2011–12
Trong trận đấu DFB-Pokal đầu tiên của Bayern, Müller đã được trao danh hiệu cầu thủ xuất sắc nhất trận đấu sau khi thực hiện hai quả phạt đền được chuyển đổi bởi Mario Gómez và Bastian Schweinsteiger, Müller sau đó đã ghi thêm một quả thứ ba ở giai đoạn cuối để ấn định chiến thắng 3–0 trước Eintracht Braunschweig. Müller phải mất năm trận đấu mới có được bàn thắng đầu tiên tại giải đấu; anh ấy đã ghi nó vào lưới Schalke 04 trong chiến thắng 2–0 của Bayern. Sau đó, Müller đã ghi bàn trong trận đấu tiếp theo trên sân nhà của Bayern ở giai đoạn đầu của trận đấu, và họ đã giành chiến thắng với tỷ số 3–0. Vào ngày 26 tháng 11 năm 2011, Müller đã ghi bàn mở tỷ số trong hiệp một trong trận thắng 6–0 của Bayern trước FC Ingolstadt, mang về cho anh bàn thắng thứ hai tại DFB-Pokal. Müller lọt vào danh sách rút gọn của giải thưởng Quả bóng vàng FIFA năm nay. Vào ngày 10 và 15 tháng 1, trong các trận giao hữu khởi động của Bayern, Müller ghi ba bàn sau hai trận, một cú đúp vào lưới đội tuyển quốc gia Ấn Độ (sau đó Bayern thắng 4–0)  và một bàn trong trận gặp Bayern chiến thắng 4–0 khác trước Rot-Weiß Erfurt. Müller đã cung cấp hai đường kiến tạo trong chiến thắng của Bayern trước VfB Stuttgart tại DFB-Pokal.
Vào ngày 11 tháng 2, Bayern thi đấu với 1. FC Kaiserslautern và Müller chấm dứt cơn hạn hán bàn thắng kéo dài kể từ ngày 24 tháng 9 năm 2011 bằng cú đánh đầu trong chiến thắng 2–0 của họ. Vào ngày 31 tháng 3 năm 2012, Müller chơi trận thứ 100 tại Bundesliga với 1. FC Nürnberg. Vào ngày 19 tháng 5 năm 2012, Müller ghi bàn mở tỷ số ở phút thứ 83 của trận chung kết Champions League với Chelsea bằng một cú đánh đầu dũng mãnh, trước khi được thay thế cho hậu vệ Daniel Van Buyten. Tuy nhiên, Bayern sau đó để thủng lưới bàn gỡ hòa muộn và sẽ thua chung cuộc trên chấm phạt đền. Müller tuyên bố sau trận đấu rằng anh ấy không hài lòng về khoảng thời gian ngồi trên băng ghế dự bị gần đây, mặc dù cũng bày tỏ mong muốn ở lại Bayern bất chấp điều này. Trong mùa giải, Müller đã ghi 7 bàn sau 34 trận đấu tại giải VĐQG, 2 bàn trong 5 trận Cúp quốc gia Đức và 2 bàn sau 14 trận Champions League.

#### Mùa giải 2012–13
Bàn thắng đầu tiên trong mùa giải Bundesliga của Müller đến với 2. Nhà vô địch Bundesliga SpVgg Greuther Fürth trong chiến thắng 3–0 của Bayern vào ngày 27 tháng 8 năm 2012. Vào ngày 2 tháng 9, anh lập một cú đúp khi Bayern đánh bại đối thủ phía nam VfB Stuttgart, 6–1, trước 71.000 tại Allianz Arena mới được mở rộng. Müller đã giúp Bayern có khởi đầu kỷ lục cho mùa giải, khi lập cú đúp trước Fortuna Düsseldorf mới thăng hạng vào ngày 20 tháng 10 trong chiến thắng 5–0 của họ, ghi chiến thắng thứ tám liên tiếp của Bayern. Ba ngày sau, anh ấy ghi bàn đầu tiên tại Champions Leaguebàn thắng của mùa giải, ghi từ chấm phạt đền, khi Bayern đánh bại Lille 1–0 tại Grand Stade Lille Métropole mới xây của đội bóng Pháp.
Vào ngày 13 tháng 12, sau phong độ tốt của anh ấy trong nửa đầu mùa giải Bundesliga, Müller cam kết trung thành khi tuyên bố rằng anh ấy đang ở nhà ở Munich và rằng, "Không có câu lạc bộ nào có thể bước lên từ khi bạn rời FC Bayern... hầu như không có câu lạc bộ nào tốt hơn." Sáu ngày sau, anh ký gia hạn hợp đồng hai năm, giữ anh ở lại Allianz Arena cho đến năm 2017. Tại kỳ nghỉ đông ở Bundesliga, anh có chín bàn thắng và bảy pha kiến tạo trong 16 lần ra sân ở giải đấu và hơn thế nữa. ba bàn thắng ở Champions League. Điều này đã giúp anh ấy có tổng cộng 13 bàn thắng trong suốt nửa mùa giải, bao gồm cả bàn thắng của anh ấy vào lưới Borussia Dortmund trong chiến thắng của Bayern ở DFL-Supercup 2012. Müller ghi bàn thắng đầu tiên trong trận đấu thứ hai của Bayern sau giờ nghỉ trong chiến thắng 2–0 trên sân khách trước VfB Stuttgart. Müller ghi bàn thắng thứ năm của anh ấy trong chiến dịch Champions League vào ngày 2 tháng 4, hoàn tất trận thua 2–0 trận lượt đi trước Juventus ở tứ kết, chấm dứt kỷ lục 18 trận bất bại của câu lạc bộ Ý ở châu Âu.
Vào ngày 23 tháng 4 năm 2013, Müller ghi hai bàn và kiến tạo trong chiến thắng 4–0 trước Barcelona trong trận lượt đi bán kết Champions League tại Allianz Arena. Trong trận đấu lượt về, Müller đã đánh đầu ghi bàn giúp Bayern giành chiến thắng 3–0 trước Barcelona với thất bại chung cuộc lớn nhất từ trước đến nay tại Champions League, với tỷ số 7–0 trong cả hai trận đấu. Müller sau đó tiếp tục đóng một vai trò quan trọng trong chiến thắng 2-1 của Bayern trước Borussia Dortmund trong trận chung kết. Vào ngày 1 tháng 6, Müller ghi một quả phạt đền trong trận chung kết DFB-Pokal 2012–13. Bayern giành cúp 3–2 để hoàn tất cú ăn ba lịch sử. Müller ghi tổng cộng 23 bàn thắng trong mùa giải (bao gồm tất cả các giải đấu), ghi 13 bàn ở Bundesliga, một bàn ở Pokal,  và một bàn thắng ấn tượng ở Champions League,  anh cũng ghi thêm một bàn vào năm 2012. DFL-Supercup mà Bayern thắng 2-1.

#### Mùa giải 2013–14

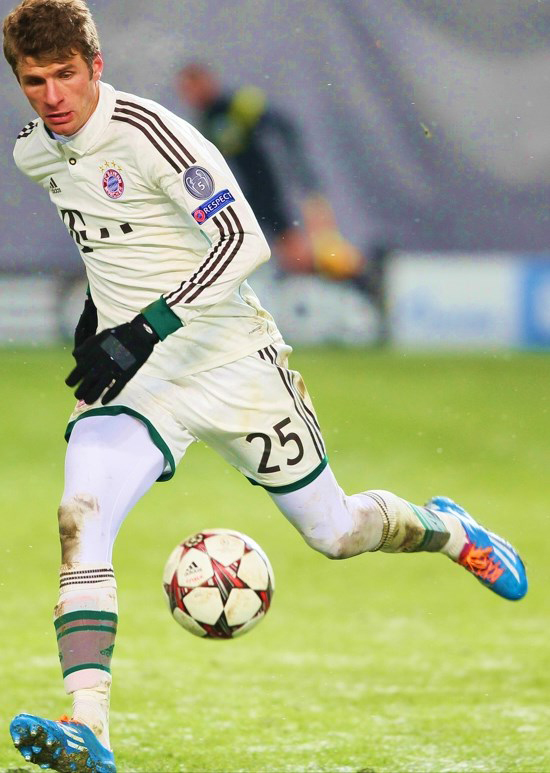
Müller chơi cho Bayern năm 2013.

Müller bắt đầu mùa giải 2013–14 dưới thời tân HLV Pep Guardiola bằng việc chơi ở Siêu cúp Đức. Vào ngày 5 tháng 8, Müller ghi một hat-trick khi Bayern thắng 5–0 trong trận đấu đầu tiên tại DFB-Pokal 2013–14 trước Schwarz-Weiß Rehden. Trong trận đấu mở màn Bundesliga 2013–14 của Bayern, Müller lần đầu tiên sút hỏng quả phạt đền. Vài giây sau, pha cản phá phạt đền chạm tay Álvaro Domínguez, dẫn đến một quả phạt đền khác mà David Alaba thực hiện. Sau đó, Müller nói: "Tôi vẫn rất vui khi được thực hiện các quả phạt đền, nhưng tôi nghĩ David Alaba là người đá chính cho những quả đá phạt vào lúc này." Anh ấy đã chơi ở UEFA Super Cup.
Vào ngày 25 tháng 9, trong trận gặp Hannover 96 ở vòng hai DFB-Pokal, Müller đã ghi hai bàn, nâng tổng số bàn thắng của mình lên 5 bàn chỉ sau hai trận. Vào ngày 28 tháng 9, Müller ghi bàn thắng duy nhất trong chiến thắng 1–0 trước VfL Wolfsburg, giúp anh có bàn thắng đầu tiên tại Bundesliga 2013–14. Müller ghi bàn thắng đầu tiên tại UEFA Champions League 2013–14 trong chiến dịch và Bayern đã đánh bại Manchester City 3–1 tại Sân vận động Thành phố Manchester vào ngày 2 tháng 10. Anh ấy đã chơi trong một trận đấu tại FIFA Club World Cup.
Vào ngày 17 tháng 5 năm 2014, Müller ghi bàn thắng thứ hai cho Bayern trong trận thua 2–0 trong hiệp phụ trước Borussia Dortmund trong trận chung kết DFB-Pokal 2014, mang lại cho Die Roten cú đúp danh hiệu và cúp vô địch thứ mười trong lịch sử của họ. Müller trở thành cầu thủ ghi bàn hàng đầu của giải đấu với tám bàn thắng sau năm lần ra sân.  Anh kết thúc mùa giải với việc ghi 13 bàn sau 31 trận tại giải VĐQG, 8 bàn trong 5 trận DFB-Pokal và 5 bàn sau 12 trận Champions League.

#### Mùa giải 2014–15
Kết thúc mùa giải 2013–14, Müller ký gia hạn hợp đồng với Bayern đến năm 2019. Müller ra sân trong trận Siêu cúp Đức 2014 nhưng đội bóng của anh đã bị Borussia Dortmunt đánh bại với tỉ số 2-0 Anh có bàn thắng đầu tiên trong mùa giải 2014-15 trong trận đấu với Preußen Münster tại Cúp quốc gia Đức vào ngày 17 tháng 8 năm 2014. Năm ngày sau, anh là người ghi bàn thắng mở màn cho München tại Bundesliga 2014–15 trong chiến thắng 2-1 trước VfL Wolfsburg.
Ngày 11 tháng 3 năm 2015, Müller lập cú đúp trong chiến thắng 7-0 trước Shakhtar Donetsk tại UEFA Champions League. Sau đó pha lập công trong chiến thắng 6-1 trước Porto ngày 21 tháng 4 giúp anh trở thành cầu thủ người Đức ghi bàn nhiều nhất tại đấu trường UEFA Champions League. Sau đó, anh trở thành người dẫn đầu khi ghi bàn trong chiến thắng 6–1 trước Porto vào ngày 21 tháng 4 năm 2015.  Anh kết thúc mùa giải với 13 bàn thắng trong 32 trận đấu tại giải VĐQG, một bàn trong năm trận DFB-Pokal và bảy bàn. bàn thắng trong mười trận đấu tại Champions League.

#### Mùa giải 2015–16

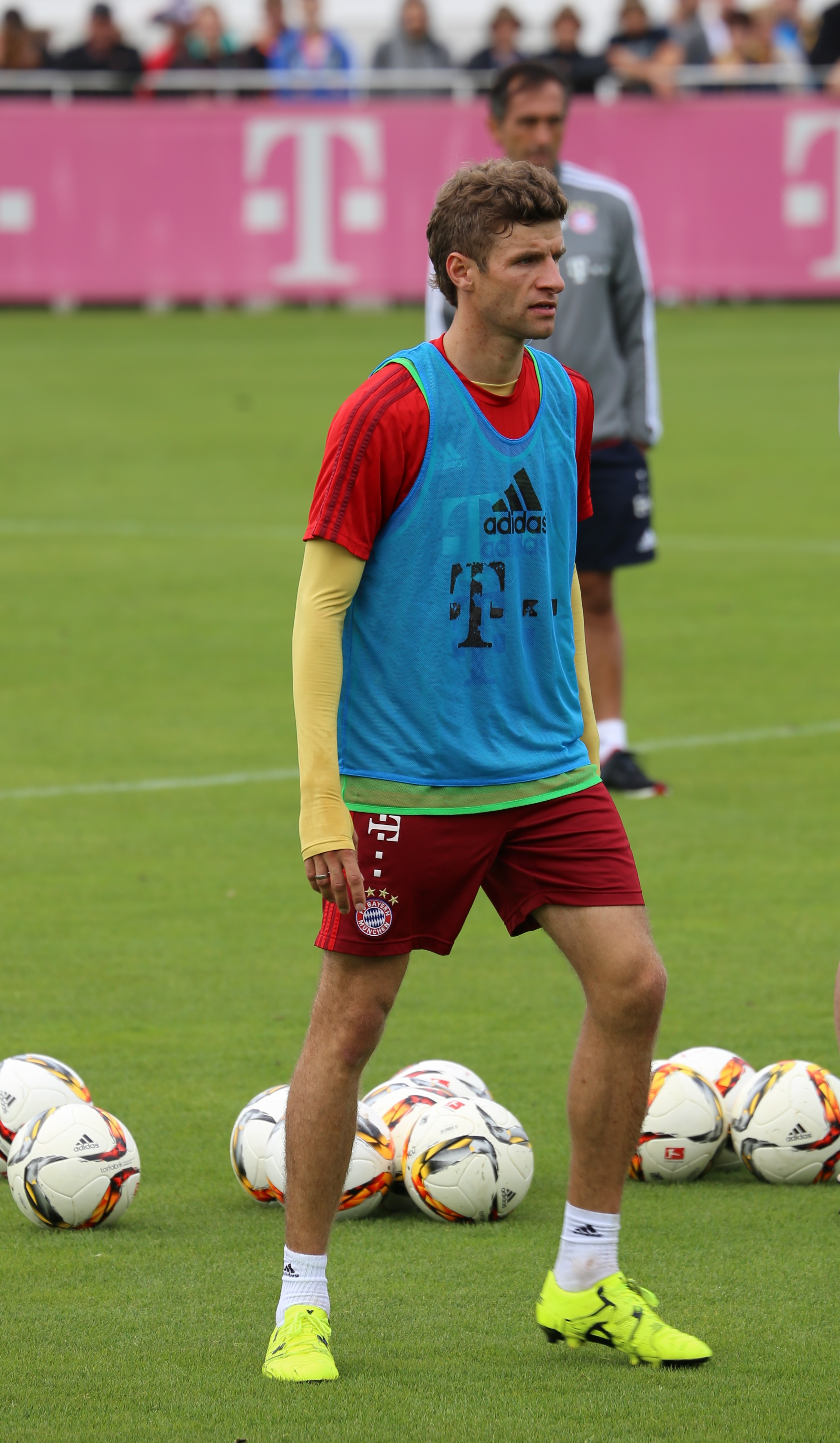
Müller trong một buổi tập năm 2015.

Müller bắt đầu mùa giải bằng việc chơi ở DFL-Supercup với VfL Wolfsburg. Anh ấy bắt đầu mùa giải với hai bàn thắng vào lưới Hamburger SV, một bàn thắng vào lưới Hoffenheim 1899, hai bàn thắng vào lưới Bayer Leverkusen, và một bàn thắng vào lưới FC Augsburg trong bốn trận đấu đầu tiên. Anh đã ghi bàn từ chấm phạt đền vào lưới Bayer Leverkusen  và Augsburg. Anh không ghi bàn trong ba trận Bundesliga tiếp theo. Anh ấy không thực hiện được cú sút phạt đền trong trận gặp Mainz 05vào ngày thứ bảy. Bàn thắng tiếp theo tại Bundesliga của anh ấy đến khi anh ấy ghi hai bàn vào lưới Borussia Dortmund vào ngày thứ tám. Một trong những bàn thắng được ghi từ chấm phạt đền. Khả năng ghi bàn của anh ấy tiếp tục trong các cuộc thi khác. Anh ghi hai bàn vào lưới Wolfsburg ở vòng hai DFB-Pokal, và tại Champions League, hai bàn vào lưới Olympiacos, hai bàn trước Arsenal, và một bàn trong trận lượt về với Olympiacos. Khi ghi bàn trong trận thắng Olympiacos trên sân nhà, Müller trở thành cầu thủ trẻ nhất giành được 50 trận đấu tại UEFA Champions League, đánh bại kỷ lục của Lionel Messi 14 tháng.
Vào ngày 9 tháng 12 năm 2015, Müller vào sân thay Franck Ribéry ở phút thứ 46 trong chiến thắng 2–0 trước Dinamo Zagreb. Anh ấy không thực hiện được cú sút phạt đền của mình trong trận đấu  và kết thúc vòng bảng với năm bàn thắng sau sáu lần ra sân. Vào ngày 18 tháng 12 năm 2015, Müller ký hợp đồng mới với Bayern, giữ anh ở lại câu lạc bộ cho đến năm 2021. Vào ngày 19 tháng 12 năm 2015, Bayern đánh bại Hannover 96 1–0  với bàn thắng của chấm phạt đền từ Müller. Bayern bước vào kì nghỉ đông sau trận đấu. Müller kết thúc nửa đầu giải đấu với 14 bàn thắng sau 17 lần ra sân. Điều này bao gồm ghi năm bàn thắng từ chấm phạt đền trong sáu cơ hội. Anh ấy đã ghi được 21 bàn thắng sau 25 lần ra sân trên mọi đấu trường cho đến kỳ nghỉ đông.
Vào ngày 12 tháng 3 năm 2016, Müller lập một cú đúp trong chiến thắng 5–0 trước Werder Bremen. Bốn ngày sau, khi Bayern hòa Juventus 1–2 trong trận lượt về vòng 16 đội Champions League, anh ghi bàn gỡ hòa ở phút 91 trước khi Bayern giành chiến thắng trong hiệp phụ 4–2 (chung cuộc 6–4). Vào ngày 19 tháng 4 năm 2016, Müller đã ghi cả hai bàn thắng trong trận thua 2-0 của Bayern trước Werder Bremen trong trận bán kết DFB-Pokal. Bàn thắng đầu tiên của anh ấy trong trận đấu là bàn thắng thứ 150 của anh ấy cho câu lạc bộ trên mọi đấu trường.  Vào ngày 3 tháng 5 năm 2016, Müller đã cản phá được quả đá phạt đền của Jan Oblak trong trận bán kết lượt về Champions League trên sân nhà với Atlético Madrid. Trận đấu kết thúc với chiến thắng 2-1 cho Bayern nhưng đội đã bị loại do luật bàn thắng sân khách. Anh kết thúc mùa giải bằng cách ghi 20 bàn sau 31 trận đấu tại giải VĐQG, 4 bàn sau 5 trận đấu tại Cúp quốc gia Đức và 8 bàn sau 12 trận Champions League. Anh ấy không ghi bàn ở Siêu cúp Đức. Với 32 bàn thắng trên mọi đấu trường, đây là mùa giải ghi bàn nhiều nhất của Müller cho đến nay.

#### Mùa giải 2016–17

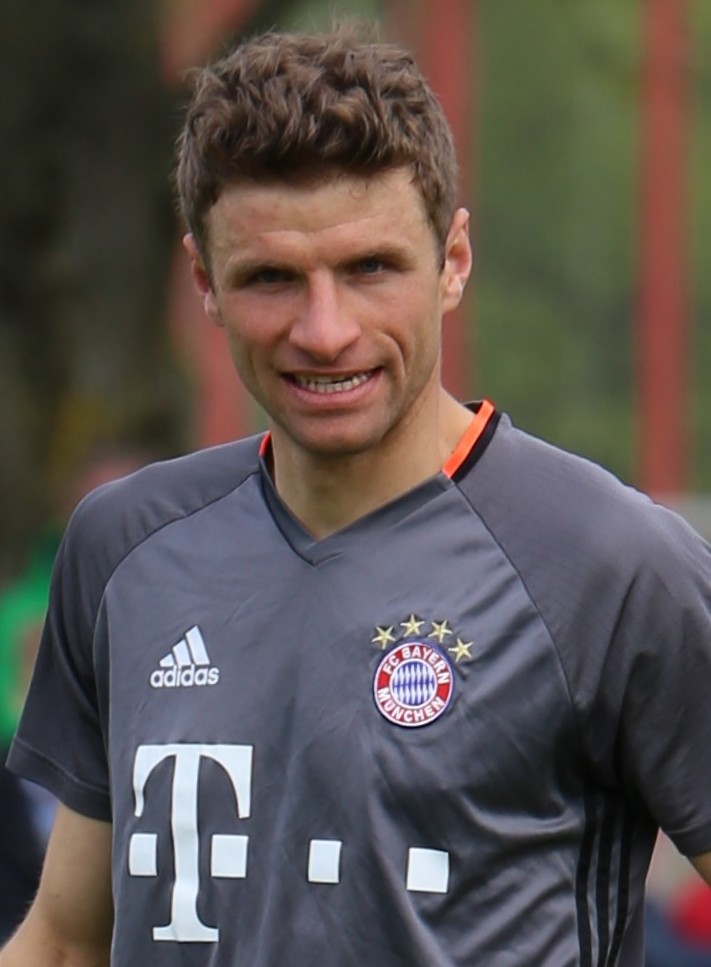
Müller trong một buổi tập năm 2017.

Müller bắt đầu mùa giải bằng chiến thắng và ghi bàn trong trận Siêu cúp Đức 2016 với Borussia Dortmund vào ngày 14 tháng 8 năm 2016. Tại giải đấu, Müller không ghi bàn trong 999 phút cho đến khi anh ghi bàn trong trận đấu trên sân nhà với VfL Wolfsburg ở phút 76. Anh kết thúc mùa giải 2016–17 bằng cách ghi 5 bàn sau 29 lần ra sân ở Bundesliga, không ghi bàn nào trong 3 trận ra sân tại Cúp quốc gia Đức và 3 bàn sau 9 lần ra sân tại Champions League. Müller cũng đã có 12 pha kiến tạo ở Bundesliga.
Một số chuyên gia bóng đá Đức như Lothar Matthäus đã đổ lỗi cho HLV Carlo Ancelotti vì những nỗ lực của Müller trước khung thành. Ancelotti thường ưu tiên Thiago Alcântara là cầu thủ chơi phía sau tiền đạo cắm, vị trí đắc địa của Müller. Müller thường xuyên phải ngồi dự bị trong các trận đấu quan trọng ở châu Âu và Bundesliga.

#### Mùa giải 2017–18
Müller bắt đầu mùa giải 2017–18 bằng việc chơi trận tranh Siêu cúp Đức 2017. Anh chơi trong 67 phút đầu tiên trước khi được thay thế bởi Kingsley Coman. Bàn thắng đầu tiên trong mùa giải của anh ấy là vào lưới Mainz vào ngày thứ 4 của Bundesliga. Vào ngày 21 tháng 1 năm 2018, anh ghi hai bàn vào lưới Werder Bremen ở Bundesliga, với bàn thắng thứ hai trong trận đấu là bàn thắng thứ 100 của anh trong giải đấu.
Vào ngày 20 tháng 2 năm 2018, Müller đã ghi hai bàn vào lưới Beşiktaş trong trận lượt đi vòng 16 đội Champions League. Vào ngày 17 tháng 4 năm 2018, Müller đã ghi một hat-trick trong trận thua 6–2 của Bayern trước Bayer Leverkusen trong trận bán kết DFB-Pokal. Nhìn chung, Müller đã ghi 8 bàn thắng và cung cấp 14 đường kiến tạo trong 29 trận đấu tại giải VĐQG. Anh kết thúc mùa giải với 15 bàn thắng sau 45 trận đấu trên mọi đấu trường.

#### Mùa giải 2018–19
Müller bắt đầu mùa giải 2018–19 bằng việc đá chính ở Siêu cúp Đức 2018. Müller ghi bàn trong hai trận đấu đầu tiên ở mùa giải Bundesliga. Anh ghi bàn ở vòng hai Cúp quốc gia Đức trước SV Rödinghausen. Anh ghi hai bàn vào lưới Fortuna Düsseldorf tại Bundesliga vào ngày 24 tháng 11 năm 2018. Vào ngày 12 tháng 12 năm 2018, Müller đã chơi trận đấu thứ 105 tại Champions League trong trận đấu với Ajax và do đó san bằng kỷ lục của huyền thoại câu lạc bộ Philipp Lahm tại đấu trường này. Trong cùng trận đấu đó, Müller đã bị đuổi khỏi sân lần đầu tiên trong sự nghiệp vì một thẻ đỏ liên tiếp. Điều này dẫn đến việc bị treo giò hai trận. Vào ngày 15 tháng 12 năm 2018, Müller có trận đấu thứ 300 tại Bundesliga cho Bayern trong trận đấu với Hannover 96.
Vào ngày 18 tháng 5 năm 2019, Müller đã giành chức vô địch Bundesliga thứ bảy liên tiếp khi Bayern xếp trên Dortmund hai điểm với 78 điểm. Đó là danh hiệu Bundesliga thứ tám của Müller. Một tuần sau, Müller giành được DFB-Pokal thứ năm khi Bayern đánh bại RB Leipzig 3–0 trong trận Chung kết DFB-Pokal 2019. Anh kết thúc mùa giải với 9 bàn thắng sau 45 trận đấu trên mọi đấu trường.

#### Mùa giải 2019–20
Vào ngày 2 tháng 11 năm 2019, Müller có trận đấu thứ 500 cho Bayern, trở thành cầu thủ thứ 10 của Bayern đạt được cột mốc này kể từ khi câu lạc bộ thăng hạng Bundesliga vào năm 1965. Tháng sau, anh trở thành cầu thủ đầu tiên cán mốc 11 kiến tạo trong nửa đầu mùa giải Bundesliga, đạt kỷ lục mới trong chiến thắng 2–0 của đội bóng của anh ấy trước Wolfsburg. Vào ngày 7 tháng 4 năm 2020, Müller gia hạn hợp đồng giữ anh ở lại Bayern đến năm 2023. Anh ghi bàn kiến tạo thứ 20 trong mùa giải Bundesliga trong trận đấu trên sân khách với Bayer Leverkusen vào ngày 30, phá kỷ lục về nhiều đường kiến tạo nhất. một mùa giải, trước đó do Kevin De Bruyne và Emil Forsberg nắm giữ. Anh ấy đã có một pha kiến tạo khác trong trận đấu trên sân khách với Wolfsburg vào ngày thi đấu thứ 34, để kết thúc mùa giải với kỷ lục 21 pha kiến tạo.
Vào ngày 14 tháng 8, Müller ghi một cú đúp và kiến tạo cho một bàn khác trong trận tứ kết UEFA Champions League 2019–20 với Barcelona, kết thúc với chiến thắng tưng bừng 8–2. Sau đó, Bayern giành chiến thắng 1–0 trước Paris Saint-Germain trong trận chung kết, đánh dấu chức vô địch Champions League thứ sáu của câu lạc bộ và danh hiệu Champions League thứ hai của Müller. Anh kết thúc mùa giải với 8 bàn thắng sau 33 trận đấu tại giải VĐQG, 2 bàn thắng sau 6 trận đấu tại Cúp quốc gia Đức và 4 bàn thắng sau 10 trận đấu tại Champions League.

#### Mùa giải 2020–21
Ngày 18 tháng 9 năm 2020, Müller ghi bàn thắng đầu tiên trong mùa giải, đồng thời kiến tạo một bàn thắng, trong chiến thắng 8-0 trước Schalke 04.  Anh tiếp tục giành thêm Siêu cúp UEFA và Siêu cúp Đức, nâng tổng số danh hiệu trong sự nghiệp lên con số ấn tượng 27. Với thành tích này, Müller đã chính thức vượt qua kỷ lục 26 danh hiệu của Bastian Schweinsteiger, trở thành cầu thủ đoạt nhiều danh hiệu nhất trong lịch sử bóng đá Đức. Vào ngày 11 tháng 2 năm 2021, Müller không may nhiễm COVID-19 và phải cách ly, do đó không thể tham dự trận chung kết FIFA Club World Cup 2020. Tuy nhiên, Bayern Munich vẫn vượt qua Tigres UANL của Mexico với tỉ số 1-0. Với kết quả này, Bayern Munich đã trở thành đội bóng thứ 2 trong lịch sử (sau Barca năm 2009) đoạt cú "ăn 6".

#### Mùa giải 2021–22
Ngày 17 tháng 8 năm 2021, Müller ghi bàn thắng đầu tiên của mùa giải, đồng thời kiến tạo một bàn trong chiến thắng 3-1 trước Borussia Dortmund tại Siêu cúp Đức 2021. Müller đã đánh dấu cột mốc đáng nhớ với lần ra sân thứ 600 cho Bayern Munich trong trận đấu với Augsburg vào ngày 19 tháng 11, bất chấp việc đội nhà phải nhận thất bại với tỷ số 2-1. Màn trình diễn này giúp anh xếp thứ 4 trong danh sách các cầu thủ khoác áo Bayern nhiều nhất, đứng sau những huyền thoại Sepp Maier, Gerd Müller và Oliver Kahn. Vào ngày 8 tháng 12, Müller ghi bàn thắng thứ 50 tại UEFA Champions League vào lưới Barcelona trong chiến thắng 3–0, trở thành cầu thủ thứ 8 trong lịch sử giải đấu làm được điều này. Müller đã đạt cột mốc đáng nhớ với 400 trận ra sân tại Bundesliga trong trận gặp Wolfsburg vào ngày 17 tháng 12. Anh góp phần quan trọng vào chiến thắng 4-0 của Bayern Munich với 1 bàn thắng và 1 pha kiến tạo.
Vào ngày 23 tháng 4 năm 2022, Bayern Munich đã chính thức giành chức vô địch Bundesliga lần thứ 10 liên tiếp sau chiến thắng 3-1 trước Dortmund tại Der Klassiker. Chiến thắng này đánh dấu một cột mốc lịch sử cho Thomas Müller, khi anh trở thành cầu thủ sở hữu nhiều chức vô địch Bundesliga nhất (11 lần) trong lịch sử giải đấu. Ngày 3 tháng 5, Müller tiếp tục ký gia hạn hợp đồng với Bayern, giữ anh gắn bó với câu lạc bộ cho đến hết mùa giải 2023-2024.

#### Mùa giải 2022–23
Ngày 1 tháng 4 năm 2023, Müller ghi dấu ấn với cú đúp trong trận Bayern Munich đại thắng Dortmund 4-2, giúp "Hùm xám" giành lại vị trí dẫn đầu Bundesliga. Tiếp nối phong độ ấn tượng, Bayern Munich thống trị giải đấu và bảo vệ thành công chức vô địch Bundesliga lần thứ 11 liên tiếp, vượt qua Dortmund nhờ hiệu số bàn thắng. Müller cũng lập kỷ lục cá nhân với chức vô địch Bundesliga thứ 12 trong sự nghiệp.

#### Mùa giải 2023–24
Vào ngày 18 tháng 8 năm 2023, Müller vào sân từ băng ghế dự bị ở phút thứ 84 trong trận mở màn Bundesliga gặp Werder Bremen. Chiến thắng 4-0 trước Bremen đánh dấu mùa giải Bundesliga thứ 16 của Müller, qua đó anh trở thành cầu thủ đầu tiên trong lịch sử Bayern Munich đạt được thành tích này. Ngày 20 tháng 9, Müller góp mặt trong chiến thắng 4-3 trước Manchester United tại vòng bảng Champions League. Chiến thắng này giúp anh trở thành cầu thủ thứ ba đạt 100 trận thắng trong giải đấu, sánh ngang với Cristiano Ronaldo và Iker Casillas.
Ngày 19 tháng 12 năm 2023, Müller đã chính thức gia hạn hợp đồng với Bayern Munich đến ngày 30 tháng 6 năm 2025.

## Sự nghiệp quốc tế

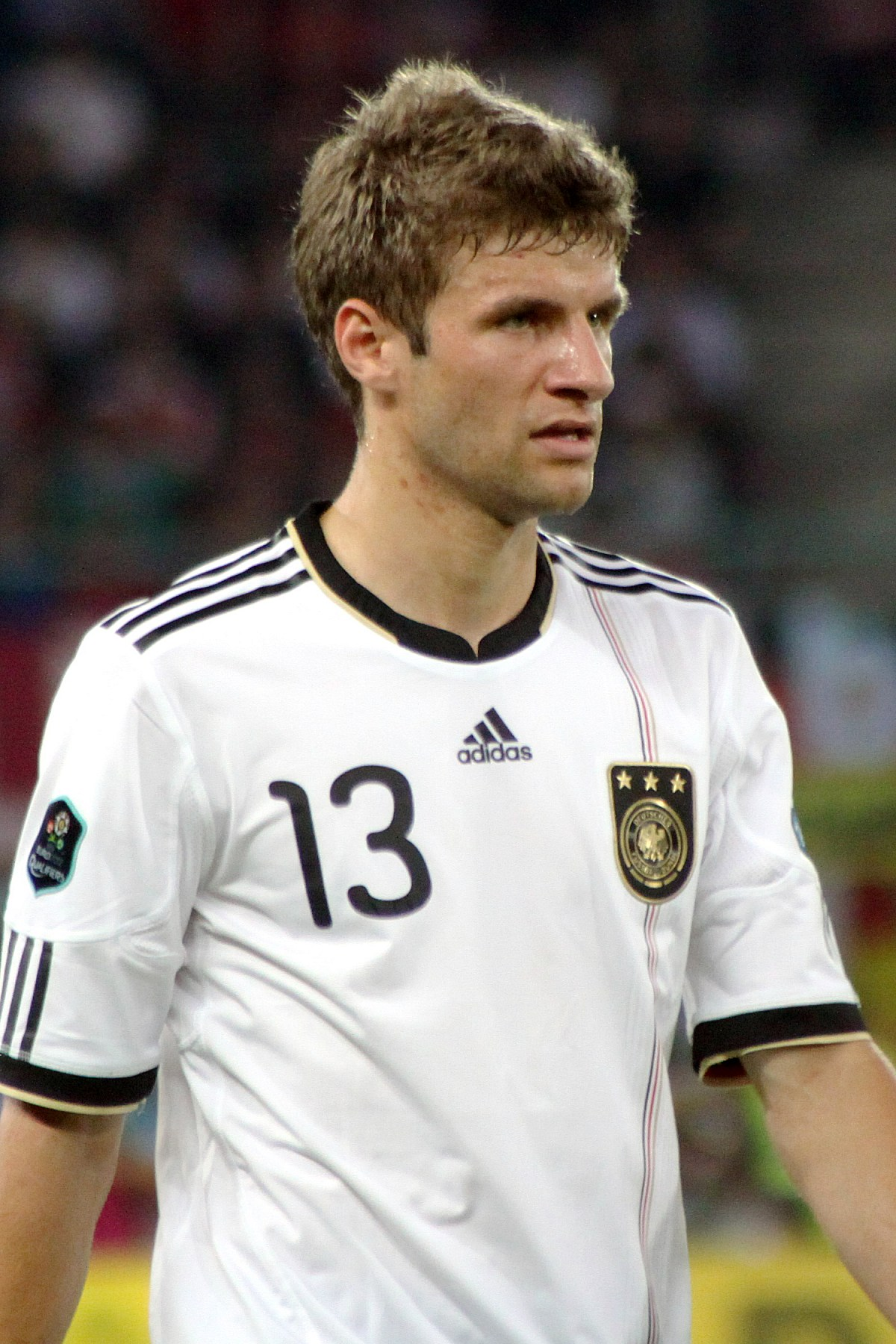
Thomas Müller mặc áo số 13 cho Đức, số áo được huyền thoại người Đức Gerd Müller mặc, người đã nói về tên của anh ấy; "anh ấy sẽ trở thành một cầu thủ tuyệt vời".

Müller đã đại diện cho Đức ở nhiều cấp độ trẻ khác nhau, bắt đầu từ đội dưới 16 tuổi vào năm 2004.  Vào tháng 8 năm 2009, anh được gọi vào đội dưới 21 tuổi cho trận ra mắt trong trận giao hữu thất bại 3–1 trước Thổ Nhĩ Kỳ. Anh ấy đã có sáu lần khoác áo đội trẻ dưới 21 tuổi và ghi một bàn thắng, bàn thắng thứ tám trong trận đấu 11–0 trước San Marino.
Vào tháng 10 năm 2009, việc được ra sân thường xuyên giúp Muller được gọi vào đội tuyển Đức bởi huấn luyện viên trưởng Joachim Löw, và tháng sau đó, anh được điền tiên vào đội hình dự trận gặp Bờ Biển Ngà, nhưng sau cái chết của Robert Enke, dẫn đến việc trận đấu với Chile bị hủy trong cùng tuần. Với ít cơ hội để thử những cầu thủ mới và đội dưới 21 tuổi phải đối mặt với vòng loại cho Giải vô địch U-21 châu Âu 2011, Löw và huấn luyện viên đội dưới 21 tuổi Rainer Adrion cảm thấy rằng Müller là cần thiết ở cấp độ dưới 21, và Müller được gọi trở lại đội dưới 21 tuổi.
Anh ấy đã trở lại đội cao cấp cho lần tập trung tiếp theo, một buổi tập ở Sindelfingen vào tháng 1 năm 2010  và được điền tên vào đội hình trong trận đấu tiếp theo, trận giao hữu với Argentina vào tháng 3. Anh ấy đã có trận ra mắt trong trận đấu này trong đội hình xuất phát tại Allianz Arena, sân nhà của anh ấy với Bayern. Anh được thay ra ở phút 66 cho người đồng hương Toni Kroos khi Đức thua 1–0.

### World Cup 2010
Tháng 6 năm 2010, Muller lên đường sang Nam Phi cùng các đồng đội tham gia giải vô địch bóng đá thế giới FIFA World Cup 2010 với tư cách là cầu thủ trẻ nhất khi anh chỉ mới 20 tuổi. Trận đấu đầu tiên với Australia, ở phút 68, Muller đã có riêng cho mình một bàn thắng sau khi tạo cơ hội cho đồng đội đánh thủng lưới Australia ở phút thứ 8. Tính đến trận tranh bán kết, Muller đã ghi thêm được 3 bàn nữa vào lưới Anh (2 bàn) và Argentina. Trận bán kết anh không được tham dự do đã bị 2 thẻ vàng. Tuy nhiên khi quay trở lại trong trận gặp Uruguay, anh đã chơi rất xuất sắc, ghi 1 bàn thắng và được bầu là cầu thủ xuất sắc nhất trận đấu. Kết thúc World Cup 2010 anh đã dành 2 danh hiệu cao quý: Chiếc giày vàng (Vua phá lưới) với 5 bàn thắng và 3 đường kiến tạo trong 6 trận, Cầu thủ trẻ xuất sắc nhất. Đó là phần thưởng xứng đáng nhất dành cho những gì anh đã cống hiến cho người hâm mộ. Anh chính là phát hiện lớn nhất tại kỳ World cup 2010.

### World Cup 2014
Tại World Cup 2014, Thomas Muller tiếp tục là một trong những trụ cột của đội tuyển Đức, anh ra sân từ đầu trong tất cả bảy trận đấu của đội tuyển Đức tại giải đấu này. Anh đã thi đấu xuất sắc, đóng góp rất lớn vào chức vô địch của đội tuyển Đức. Có thể kể đến cú hattrick vào lưới Bồ Đào Nha ở trận đấu mở màn, đường chuyền thành bàn cho Mario Götze mở tỷ số trong trận hòa 2-2 với Ghana ở vòng bảng và kết thúc vòng bảng với bàn thắng duy nhất trong trận thắng 1-0 trước Hoa Kỳ. Sang vòng đấu loại trực tiếp, vai trò của Muller càng được khẳng định khi anh đóng góp đường chuyền dọn cỗ để André Schürrle ghi bàn thắng quan trọng vào phút thứ hai của hiệp thi đấu phụ trong trận đấu với Algérie qua đó chung cuộc đội tuyển Đức thắng 2-1. Trong trận bán kết gặp đội tuyển Brazil, chính anh là người mở tỉ số và đồng thời cũng là người kiến tạo bóng cho Miroslav Klose ghi bàn thắng thứ 16 của mình tại các kì World Cup giúp đội tuyển Đức có được chiến thắng lịch sử 7-1 trước người Brazil. Trong trận chung kết với Argentina, Müller cùng các đồng đội đã đánh bại Argentina với tỉ số 1-0 bằng bàn thắng của cầu thủ vào sân thay người Mario Götze và giành được chức vô địch World Cup lần thứ 4 trong lịch sử cho bóng đá Đức.

### World Cup 2018
Anh tiếp tục có tên trong danh sách 23 cầu thủ tham dự World Cup 2018 tại Nga. Tuy nhiên đội tuyển Đức đã trở thành nhà cựu vô địch sau khi thất bại trước Hàn Quốc với tỉ số 0-2 ở lượt trận cuối vòng bảng.

### Euro 2020
Vào ngày 19 tháng 5 năm 2021, Müller cùng với Hummels, được lựa chọn vào đội hình 26 cầu thủ của Đức tham dự UEFA Euro 2020, chấm dứt khoảng thời gian hơn hai năm bị loại khỏi đội tuyển quốc gia. Tại vòng 16 đội Euro 2020, Müller đã bỏ lỡ cơ hội có một không hai trước đội tuyển Anh khi tỷ số là 1–0; tuy nhiên, đội tuyển Anh cuối cùng đã đánh bại Đức với tỷ số 2–0. Do đó, Müller đã chơi 15 trận tại giải Euro 2020 mà không ghi được bàn thắng nào.

### World Cup 2022
Tháng 11 năm 2022, Müller được triệu tập vào đội tuyển Đức tham dự World Cup 2022 diễn ra tại Qatar. Anh góp mặt trong cả 3 trận đấu của đội tuyển gặp Nhật Bản, Tây Ban Nha và Costa Rica. Tuy nhiên, Müller không ghi được bàn thắng nào và Đức đã phải dừng bước ngay từ vòng bảng.

### Euro 2024 và chia tay đội tuyển
Sau kì UEFA Euro 2024 đáng thất vọng của đội tuyển Đức khi bị Tây Ban Nha (đội sau đó đăng quang) loại ở tứ kết với tỉ số 1-2, Thomas Müller chính thức chia tay đội tuyển quốc gia sau 14 năm gắn bó, tổng cộng anh đã thi đấu 131 trận và ghi được 45 bàn thắng.

## Cuộc sống cá nhân
Thomas Müller xuất thân từ Weilheim, một thị trấn thuộc Oberbayern, Bavaria. Cha mẹ anh là Klaudia và Gerhard, và anh có một em trai tên Simon, kém anh hai tuổi rưỡi. Tuổi thơ của Müller gắn liền với ngôi làng Pähl gần đó, nơi trở thành tâm điểm chú ý của giới truyền thông khi anh góp mặt tại World Cup. Năm 2009, sau hai năm đính hôn, Müller kết hôn với Lisa Trede. Năm 2011, Müller trở thành đại sứ cho YoungWings, một tổ chức từ thiện hỗ trợ trẻ em gặp phải mất mát hoặc chấn thương tâm lý.

## Thống kê

### Câu lạc bộ
Tính đến  ngày 5 tháng 7 năm 2025
| Câu lạc bộ          | Mùa giải            | Giải đấu            | Giải đấu | Giải đấu | Cúp quốc gia | Cúp quốc gia | Châu Âu | Châu Âu | Khác | Khác | Tổng cộng | Tổng cộng |
| Câu lạc bộ          | Mùa giải            | Hạng đấu            | Trận     | Bàn      | Trận         | Bàn          | Trận    | Bàn     | Trận | Bàn  | Trận      | Bàn       |
| ------------------- | ------------------- | ------------------- | -------- | -------- | ------------ | ------------ | ------- | ------- | ---- | ---- | --------- | --------- |
| Bayern München II   | 2007–08             | Regionalliga Süd    | 3        | 1        | —            | —            | —       | —       | —    | —    | 3         | 1         |
| Bayern München II   | 2008–09             | 3. Liga             | 32       | 15       | —            | —            | —       | —       | —    | —    | 32        | 15        |
| Bayern München II   | Tổng cộng           | Tổng cộng           | 35       | 16       | —            | —            | —       | —       | —    | —    | 35        | 16        |
| Bayern München      | 2008–09             | Bundesliga          | 4        | 0        | 0            | 0            | 1       | 1       | —    | —    | 5         | 1         |
| Bayern München      | 2009–10             | Bundesliga          | 34       | 13       | 6            | 4            | 12      | 2       | —    | —    | 52        | 19        |
| Bayern München      | 2010–11             | Bundesliga          | 34       | 12       | 5            | 3            | 8       | 3       | 1    | 1    | 48        | 19        |
| Bayern München      | 2011–12             | Bundesliga          | 34       | 7        | 5            | 2            | 14      | 2       | —    | —    | 53        | 11        |
| Bayern München      | 2012–13             | Bundesliga          | 28       | 13       | 5            | 1            | 13      | 8       | 1    | 1    | 47        | 23        |
| Bayern München      | 2013–14             | Bundesliga          | 31       | 13       | 5            | 8            | 12      | 5       | 3    | 0    | 51        | 26        |
| Bayern München      | 2014–15             | Bundesliga          | 32       | 13       | 5            | 1            | 10      | 7       | 1    | 0    | 48        | 21        |
| Bayern München      | 2015–16             | Bundesliga          | 31       | 20       | 5            | 4            | 12      | 8       | 1    | 0    | 49        | 32        |
| Bayern München      | 2016–17             | Bundesliga          | 29       | 5        | 3            | 0            | 9       | 3       | 1    | 1    | 42        | 9         |
| Bayern München      | 2017–18             | Bundesliga          | 29       | 8        | 5            | 4            | 10      | 3       | 1    | 0    | 45        | 15        |
| Bayern München      | 2018–19             | Bundesliga          | 32       | 6        | 6            | 3            | 6       | 0       | 1    | 0    | 45        | 9         |
| Bayern München      | 2019–20             | Bundesliga          | 33       | 8        | 6            | 2            | 10      | 4       | 1    | 0    | 50        | 14        |
| Bayern München      | 2020–21             | Bundesliga          | 32       | 11       | 2            | 1            | 9       | 2       | 3    | 1    | 46        | 15        |
| Bayern München      | 2021–22             | Bundesliga          | 32       | 8        | 2            | 0            | 10      | 4       | 1    | 1    | 45        | 13        |
| Bayern München      | 2022–23             | Bundesliga          | 27       | 7        | 4            | 0            | 8       | 1       | 1    | 0    | 40        | 8         |
| Bayern München      | 2023–24             | Bundesliga          | 31       | 5        | 1            | 1            | 9       | 1       | 0    | 0    | 41        | 7         |
| Bayern München      | 2024–25             | Bundesliga          | 30       | 1        | 2            | 2            | 12      | 3       | 5    | 2    | 49        | 8         |
| Bayern München      | Tổng cộng           | Tổng cộng           | 503      | 150      | 67           | 36           | 165     | 57      | 21   | 7    | 756       | 250       |
| Vancouver Whitecaps | 2025                | Major League Soccer | 0        | 0        | 0            | 0            | —       | —       | 0    | 0    | 0         | 0         |
| Tổng cộng sự nghiệp | Tổng cộng sự nghiệp | Tổng cộng sự nghiệp | 538      | 166      | 67           | 36           | 165     | 57      | 21   | 7    | 791       | 266       |

1. ↑  Bao gồm DFB-Pokal
2. 1 2 3 4 5 6 7 8 9 10 11 12 13 14 15 16 17  Số lần ra sân tại UEFA Champions League
3. 1 2 3 4 5 6 7 8 9 10  Ra sân tại DFL-Supercup
4. ↑  Một lần ra sân tại DFL-Supercup, một lần ra sân tại UEFA Super Cup, một lần ra sân tại FIFA Club World Cup
5. ↑  Một lần ra sân và một bàn thắng tại DFL-Supercup, một lần ra sân tại UEFA Super Cup, một lần ra sân tại FIFA Club World Cup
6. ↑  Số lần ra sân tại FIFA Club World Cup

### Đội tuyển quốc gia

Thomas Müller ghi bàn mở tỉ số trong trận gặp Argentina tại World Cup 2010

| Năm       | Số lần ra sân | Số bàn thắng |
| --------- | ------------- | ------------ |
| 2010      | 12            | 5            |
| 2011      | 13            | 5            |
| 2012      | 13            | 0            |
| 2013      | 9             | 6            |
| 2014      | 15            | 10           |
| 2015      | 6             | 5            |
| 2016      | 15            | 5            |
| 2017      | 6             | 1            |
| 2018      | 11            | 1            |
| 2021      | 10            | 4            |
| 2022      | 11            | 2            |
| 2023      | 5             | 1            |
| 2024      | 5             | 0            |
| Tổng cộng | 131           | 45           |

### Bàn thắng cho đội tuyển quốc gia
| #   | Ngày                 | Địa điểm                                                 | Đối thủ        | Bàn thắng | Kết quả | Giải đấu                      |
| --- | -------------------- | -------------------------------------------------------- | -------------- | --------- | ------- | ----------------------------- |
| 1.  | 13 tháng 6 năm 2010  | Sân vận động Moses Mabhida, Durban, Nam Phi              | Úc             | 3–0       | 4–0     | FIFA World Cup 2010           |
| 2.  | 27 tháng 6 năm 2010  | Sân vận động Free State, Bloemfontein, Nam Phi           | Anh            | 3–1       | 4–1     | FIFA World Cup 2010           |
| 3.  | 27 tháng 6 năm 2010  | Sân vận động Free State, Bloemfontein, Nam Phi           | Anh            | 4–1       | 4–1     | FIFA World Cup 2010           |
| 4.  | 3 tháng 7 năm 2010   | Sân vận động Cape Town, Cape Town, Nam Phi               | Argentina      | 1–0       | 4–0     | FIFA World Cup 2010           |
| 5.  | 10 tháng 7 năm 2010  | Sân vận động Nelson Mandela Bay, Port Elizabeth, Nam Phi | Uruguay        | 1–0       | 3–2     | FIFA World Cup 2010           |
| 6.  | 26 tháng 3 năm 2011  | Sân vận động Fritz Walter, Kaiserslautern, Đức           | Kazakhstan     | 2–0       | 4–0     | Vòng loại UEFA Euro 2012      |
| 7.  | 26 tháng 3 năm 2011  | Sân vận động Fritz Walter, Kaiserslautern, Đức           | Kazakhstan     | 3–0       | 4–0     | Vòng loại UEFA Euro 2012      |
| 8.  | 7 tháng 10 năm 2011  | Sân vận động Türk Telekom, Istanbul, Thổ Nhĩ Kỳ          | Thổ Nhĩ Kỳ     | 2–0       | 3–1     | Vòng loại UEFA Euro 2012      |
| 9.  | 11 tháng 11 năm 2011 | Sân vận động Olympic, Kiev, Ukraina                      | Ukraina        | 3–3       | 3–3     | Giao hữu                      |
| 10. | 15 tháng 11 năm 2011 | Volksparkstadion, Hamburg, Đức                           | Hà Lan         | 1–0       | 3–0     | Giao hữu                      |
| 11. | 6 tháng 2 năm 2013   | Stade de France, Paris, Pháp                             | Pháp           | 1–1       | 2–1     | Giao hữu                      |
| 12. | 22 tháng 3 năm 2013  | Astana Arena, Astana, Kazakhstan                         | Kazakhstan     | 1–0       | 3–0     | Vòng loại FIFA World Cup 2014 |
| 13. | 22 tháng 3 năm 2013  | Astana Arena, Astana, Kazakhstan                         | Kazakhstan     | 3–0       | 3–0     | Vòng loại FIFA World Cup 2014 |
| 14. | 14 tháng 8 năm 2013  | Sân vận động Fritz Walter, Kaiserslautern, Đức           | Paraguay       | 2–2       | 3–3     | Giao hữu                      |
| 15. | 6 tháng 9 năm 2013   | Allianz Arena, München, Đức                              | Áo             | 3–0       | 3–0     | Vòng loại FIFA World Cup 2014 |
| 16. | 10 tháng 9 năm 2013  | Sân vận động Tórsvøllur, Torshavn, Quần đảo Faroe        | Quần đảo Faroe | 3–0       | 3–0     | Vòng loại FIFA World Cup 2014 |
| 17. | 1 tháng 6 năm 2014   | Borussia-Park, Mönchengladbach, Đức                      | Cameroon       | 1–1       | 2–2     | Giao hữu                      |
| 18. | 16 tháng 6 năm 2014  | Arena Fonte Nova, Salvador, Brasil                       | Bồ Đào Nha     | 1–0       | 4–0     | FIFA World Cup 2014           |
| 19. | 16 tháng 6 năm 2014  | Arena Fonte Nova, Salvador, Brasil                       | Bồ Đào Nha     | 3–0       | 4–0     | FIFA World Cup 2014           |
| 20. | 16 tháng 6 năm 2014  | Arena Fonte Nova, Salvador, Brasil                       | Bồ Đào Nha     | 4–0       | 4–0     | FIFA World Cup 2014           |
| 21. | 26 tháng 6 năm 2014  | Arena Pernambuco, Recife, Brasil                         | Hoa Kỳ         | 1–0       | 1–0     | FIFA World Cup 2014           |
| 22. | 8 tháng 7 năm 2014   | Mineirão, Belo Horizonte, Brasil                         | Brasil         | 1–0       | 7–1     | FIFA World Cup 2014           |
| 23. | 7 tháng 9 năm 2014   | Westfalenstadion, Dortmund, Đức                          | Scotland       | 1–0       | 2–1     | Vòng loại UEFA Euro 2016      |
| 24. | 7 tháng 9 năm 2014   | Westfalenstadion, Dortmund, Đức                          | Scotland       | 2–1       | 2–1     | Vòng loại UEFA Euro 2016      |
| 25. | 14 tháng 11 năm 2014 | Frankenstadion, Nuremberg, Đức                           | Gibraltar      | 1–0       | 4–0     | Vòng loại UEFA Euro 2016      |
| 26. | 14 tháng 11 năm 2014 | Frankenstadion, Nuremberg, Đức                           | Gibraltar      | 2–0       | 4–0     | Vòng loại UEFA Euro 2016      |
| 27. | 29 tháng 3 năm 2015  | Boris Paichadze Dinamo Arena, Tbilisi, Gruzia            | Gruzia         | 2–0       | 2–0     | Vòng loại UEFA Euro 2016      |
| 28. | 4 tháng 9 năm 2015   | Commerzbank-Arena, Frankfurt, Đức                        | Ba Lan         | 1–0       | 3–1     | Vòng loại UEFA Euro 2016      |
| 29. | 7 tháng 9 năm 2015   | Hampden Park, Glasgow, Scotland                          | Scotland       | 1–0       | 3–2     | Vòng loại UEFA Euro 2016      |
| 30. | 7 tháng 9 năm 2015   | Hampden Park, Glasgow, Scotland                          | Scotland       | 2–1       | 3–2     | Vòng loại UEFA Euro 2016      |
| 31. | 11 tháng 10 năm 2015 | Red Bull Arena, Leipzig, Đức                             | Gruzia         | 1–0       | 2–1     | Vòng loại UEFA Euro 2016      |
| 32. | 4 tháng 6 năm 2016   | Arena AufSchalke, Gelsenkirchen, Đức                     | Hungary        | 2–0       | 2–0     | Giao hữu                      |
| 33. | 4 tháng 9 năm 2016   | Sân vận động Ullevaal, Oslo, Na Uy                       | Na Uy          | 1–0       | 3–0     | Vòng loại FIFA World Cup 2018 |
| 34. | 4 tháng 9 năm 2016   | Sân vận động Ullevaal, Oslo, Na Uy                       | Na Uy          | 3–0       | 3–0     | Vòng loại FIFA World Cup 2018 |
| 35. | 8 tháng 10 năm 2016  | Volksparkstadion, Hamburg, Đức                           | Séc            | 1–0       | 3–0     | Vòng loại FIFA World Cup 2018 |
| 36. | 8 tháng 10 năm 2016  | Volksparkstadion, Hamburg, Đức                           | Séc            | 3–0       | 3–0     | Vòng loại FIFA World Cup 2018 |
| 37. | 27 tháng 3 năm 2017  | Sân vận động Tofiq Bahramov, Baku, Azerbaijan            | Azerbaijan     | 2–1       | 4–1     | Vòng loại FIFA World Cup 2018 |
| 38. | 23 tháng 3 năm 2018  | Esprit Arena, Düsseldorf, Đức                            | Tây Ban Nha    | 1–1       | 1–1     | Giao hữu                      |
| 39. | 7 tháng 6 năm 2021   | Merkur Spiel-Arena, Düsseldorf, Đức                      | Latvia         | 3–0       | 7–1     | Giao hữu                      |
| 40. | 8 tháng 10 năm 2021  | Volksparkstadion, Hamburg, Đức                           | România        | 2–1       | 2–1     | Vòng loại FIFA World Cup 2022 |
| 41. | 11 tháng 11 năm 2021 | Volkswagen Arena, Wolfsburg, Đức                         | Séc            | 6–0       | 9–0     | Vòng loại FIFA World Cup 2022 |
| 42. | 11 tháng 11 năm 2021 | Volkswagen Arena, Wolfsburg, Đức                         | Séc            | 8–0       | 9–0     | Vòng loại FIFA World Cup 2022 |
| 43. | 29 tháng 3 năm 2022  | Johan Cruyff Arena, Amsterdam, Hà Lan                    | Hà Lan         | 1–0       | 1–1     | Giao hữu                      |
| 44. | 14 tháng 6 năm 2022  | Borussia-Park, Mönchengladbach, Đức                      | Ý              | 5–0       | 5–0     | UEFA Nations League 2022–23   |
| 45. | 12 tháng 9 năm 2023  | Westfalenstadion, Dortmund, Đức                          | Pháp           | 1–0       | 2–1     | Giao hữu                      |

## Danh hiệu

### Câu lạc bộ

#### Bayern Munich[87]
- Bundesliga: 2009–10, 2012–13, 2013–14, 2014–15, 2015–16, 2016–17, 2017–18, 2018–19, 2019–20, 2020–21, 2021–22, 2022–23, 2024–25
- DFB-Pokal: 2009–10, 2012–13, 2013–14, 2015–16, 2018–19, 2019–20
- DFL-Supercup: 2010, 2012, 2016, 2017, 2018, 2020, 2021, 2022
- UEFA Champions League: 2012–13, 2019–20[88]
- UEFA Super Cup: 2013, 2020
- FIFA Club World Cup: 2013, 2020

### Quốc tế
Đức
- FIFA World Cup: 2014

### Cá nhân
- Chiếc giày Vàng FIFA World Cup: 2010[89]
- Cầu thủ trẻ xuất sắc FIFA World Cup: 2010[90]
- Cầu thủ trẻ xuất sắc nhất năm do tập chí World Soccer bình chọn: 2010
- Giải thưởng Bravo: 2010
- Quả bóng vàng FIFA: thứ 15 (2010), thứ 13 (2011)
- Chiếc giày Bạc FIFA World Cup: 2014
- Quả bóng Bạc FIFA World Cup: 2014